# Cryphia rubellina
Cryphia rubellina là một loài bướm đêm trong họ Noctuidae.